# O-12
La O-12 o Autovía urbana "Acceso Sur a Oviedo" es una autovía urbana de 1,3 km de longitud en entorno urbano y dependiente del Ministerio de Transportes, Movilidad y Agenda Urbana, que une Campiello (Oviedo) con la Plaza de Castilla (Oviedo), que comprende la Autovía Ruta de la Plata (A-66).
La O-12 no es una vía de comunicación nueva, era el antiguo tramo de la Autovía Ruta de la Plata (A-66) que une Gijón y Sevilla. Antiguamente en Asturias la única vía de comunicación de alta capacidad era la citada autovía (N-630) y el cambio de la denominación del año 2003, con la denominación O-11 y la ley de Carreteras de 2015, modificaron a la denomación actual O-12.

## Tramos
| Denominación | Tramo                              | Año servicio | Longitud (km) |
| ------------ | ---------------------------------- | ------------ | ------------- |
| O-12         | A-66 Campiello - Plaza de Castilla | 1989         | 1,3           |